# 光善寺 (瑞浪市)
光善寺（こうぜんじ）は、かつて岐阜県瑞浪市土岐町中島に存在した、当初は天台宗、後に臨済宗の興禅寺に改号した寺院。現在は宝篋印塔と五輪塔群のみが残っている。

## 歴史
土岐氏の初代とされる土岐光衡は、鎌倉幕府創設時に御家人となり、一日市場館を本拠地とした。
そして天徳寺を氏寺、光善寺を土岐氏の菩提寺として天台宗の寺院を開基したとされる。土岐光衡の法号は「光善寺西淳」である。
平安時代に創建された天台宗の巨刹の法妙寺(桜堂薬師)が、光善寺から北北東方向に1.8kmの位置に存在していたため、関係があったことは明らかである。
建武年間(1334～1338年)、土岐光衡の曽孫の土岐頼貞は光善寺を臨済宗に改宗して、興禅寺に改め、次に定林寺を開基して、土岐氏宗家が外護する寺院とした。
土岐頼貞と土岐頼遠の父子は、鎌倉で臨済宗に接し、蘭渓道隆(大覚禅師)、次いで無学祖元(佛光国師)に師事し、高弟の高峰顕日(佛國國師)に深く帰依して土岐氏一族の外護の宗旨とした。
定林寺は、無学祖元(佛光国師)を勧請開山、高峰顕日(佛國國師)を迎えて開山とし、夢窓疎石を二世住持としていることから、時期を前後して、高峰顕日(佛國國師)を迎えて、鎌倉の臨済宗円覚寺派の寺院として再開山したと考えられる。
戦国時代末期、武田氏の重臣の秋山虎繁が土岐郡に侵攻した際に、酒波神社・明白寺・天福寺・定林寺と共に焼討に遭い廃寺となった。

## 遺構
現在も道路を挟んで西側に、五輪塔5基と宝篋印塔4基、東側には五輪塔10基が整然と並んでいる。
道路西側の宝篋印塔のうち、一番奥に位置するものが土岐頼貞の墓と伝えられており、
基礎には「前伯州太守定林寺殿雲石存孝」「暦応二年 己卯 二月廿二日 亥刻 逝去」との文字が彫られている。
昭和31年(1956年)3月28日に岐阜県の文化財に指定された。
また、その他の石塔は頼貞以前の三代の土岐光定・二代の土岐光行・初代の土岐光衡などの一族のものと伝えられている。

## 関連リンク
- 土岐頼貞墓　瑞浪市役所
- 土岐頼貞の墓　瑞浪市観光協会
- 土岐頼貞の墓　岐阜の旅ガイド